# Загряжский, Александр Артемьевич
Александр Артемьевич Загряжский (1715 — 13 (24) февраля 1786) — генерал-поручик из рода Загряжских, устроитель подмосковной усадьбы Ярополец.

## Биография
Сын Артемия Григорьевича Загряжского (1675—1754) и Анастасии Борисовны (урождённой княжны Барятинской, 1699 — после 1751). Александр Загряжский начал службу в 1730 году капралом в драгунском полку. В 1733 году произведён в прапорщики, а затем — в поручики. В 1734 году определён в адъютанты к своему отцу. В 1736 году пожалован в секунд-майоры, в 1737 — в подполковники, а в 1742 году произведён в полковники. 25 декабря 1755 года получил звание генерал-майора.
Во время войны за польское наследство участвовал в осаде Данцига и бою против корпуса Чирского у города Швец (1734). В русско-турецкую войну сражался при Азове, в Крымском походе участвовал во взятии Керчи и Перекопа. Последней военной кампанией для Загряжского стала Семилетняя война. 28 апреля 1758 года он был уволен в отставку по состоянию здоровья с присвоением чина генерал-поручика. Награждён орденом Святой Анны (10.02.1761) и польским орденом Белого орла от короля Станислава Августа.
После отставки стал опекуном петербургского Воспитательного дома. Положение Загряжского при дворе упрочилось с возвышением Г. Потёмкина, который был в родстве с Загряжскими (одна из бабушек Александра Артемьевича была урождённой Кафтыревой; из Кафтыревых происходила и мать Потёмкина). По сообщению первого биографа Потёмкина Л. И. Сичкарева, в молодости будущего фаворита императрицы Екатерины опекала семья Загряжских. По свидетельству А. Н. Самойлова, для продолжения образования Потёмкин «первоначально отвезён был в Москву к свойственнику матери его генерал-поручику Александру Артемьевичу Загряжскому».
Умер в Москве в феврале 1786 года, похоронен в своей вотчине в Венденском уезде.

## Семья
Жена — Екатерина Александровна Дорошенко, внучка и наследница гетмана Петра Дорошенко. В приданое за ней Загряжский получил южную часть усадьбы Ярополец в Волоколамском уезде Московской губернии. У супругов было пятеро сыновей и две дочери:
- Пётр (р. 1738);
- Андрей (р. 1739);
- Николай (1746—1821), высокопоставленный придворный, обер-шенк, муж графини Натальи Кирилловны Разумовской;
- Борис (1742—1809), генерал-майор; женат на кнж. Екатерине Михайловне Черкасской (1756—1782);
- Елизавета (1745—1831), замужем за бароном Александром Николаевичем Строгановым;
- Иван (1749—1807), генерал-поручик, дед Натальи Гончаровой;
- Екатерина, за графом Алексеем Владимировичем Салтыковым[7] (братом С. В. Салтыкова). Свадьба состоялась 17.01.1776 в сущёвском доме Салтыкова.